# Plebejus siraha
Plebejus siraha är en fjärilsart som beskrevs av Napoleon Manuel Kheil 1884. Plebejus siraha ingår i släktet Plebejus och familjen juvelvingar. Inga underarter finns listade i Catalogue of Life.